# Distrikt Tintay Puncu
Der Distrikt Tintay Puncu liegt in der Provinz Tayacaja in der Region Huancavelica in Zentral-Peru. Der Distrikt wurde am 9. Oktober 1984 gegründet. Am 17. Dezember 2015 wurde der südliche Distriktteil herausgelöst und bildet seither den neu gegründeten Distrikt Roble.
Der Distrikt Tintay Puncu hat eine Fläche von 256 km². Beim Zensus 2017 wurden 3828 Einwohner gezählt. Die Distriktverwaltung befindet sich in der auf einer Höhe von 2350 m gelegenen Ortschaft Tintay mit 518 Einwohnern (Stand 2017). Tintay liegt 45 km nordöstlich der Provinzhauptstadt Pampas.

## Geographische Lage
Der Distrikt Tintay Puncu liegt in der peruanischen Zentralkordillere im Osten der Provinz Tayacaja. Die Längsausdehnung in WSW-ONO-Richtung beträgt 31 km. Der Unterlauf des Río Mantaro fließt entlang der östlichen Distriktgrenze nach Süden. Dessen rechter Nebenfluss Río Paraiso durchquert den Distrikt und verläuft anschließend entlang der nördlichen Distriktgrenze nach Osten.
Der Distrikt Tintay Puncu grenzt im Südwesten an den Distrikt Andaymarca, im Westen an den Distrikt Surcubamba, im Norden an den Distrikt Huachocolpa, im Nordosten an die Distrikte Pangoa, Vizcatán del Ene (Provinz Satipo) und Pucacolpa (Provinz Huanta) sowie im Süden an den Distrikt Roble.